# Сайфуллин, Франис Аскарьянович
Франис Аскарьянович Сайфуллин (род. 4 сентября 1950, Кадырово, Дуванский район, Башкирская АССР, СССР) — российский государственный и политический деятель. Депутат Государственной Думы Федерального Собрания России III и IV созывов. Член партии «Единая Россия».

## Биография
Франис Сайфуллин родился 4 сентября 1950 года в Дуванском районе Башкирской АССР. После окончания средней школы, в 1968 году проходил службу в Советской Армии. В 1970–1980 годы работал механизатором, агрономом в колхозе им. Кирова Башкирии. В 1975 году окончил Дуванский сельскохозяйственный техникум, а 1981 году окончил Башкирский сельскохозяйственный институт. С 1980 года председатель исполкома Рухтинского сельсовета, председатель колхоза «Урал». 
В 1990 году избран депутатом в Верховный совет Республики Башкортостан. В 1991–1993 годы был главой администрации Дуванского района. В 1993 году Фанис Сайфуллин назначен первым заместителем Министра сельского хозяйства и продовольствия Республики Башкортостан, а в 1995 году — Министром сельского хозяйства и продовольствия. 
В декабре 1999 года избран на выборах в Государственную Думу третьего созыва по Туймазинскому одномандатному избирательному округу №8, а в декабре 2003 года избран в Думу четвертого созыва по Калининскому одномандатному избирательному округу №3. В думе вошёл в Комитет аграрным вопросам. В 2008–2013 годы занимал должность Председателя Комитета по аграрным вопросам, экологии и природопользованию Государственного Собрания Республики Башкортостан IV созыва. С 2013 года работает Заместителем Председателя Госсобрания Республики Башкортостан V созыва.

## Награды и звания
- Почётное звание «Заслуженный работник сельского хозяйства Республики Башкортостан»
- Почётная грамота Республики Башкортостан
- Почётная грамота Государственной Думы Российской Федерации

## Законотворческая деятельность
С 1999 по 2007 год, в течение исполнения полномочий депутата Государственной Думы III и IV созывов, выступил соавтором 11 законодательных инициатив и поправок к проектам федеральных законов.